# 新基里奇
新基里奇（德語：Neukieritzsch）是德国萨克森州的市镇，隶属于莱比锡县。总面积为57.1平方千米，截至2023年12月31日总人口为6,979人。